# Цитоархитектоническое поле Бродмана 21
Поле Бродмана 21 — участок височной коры мозга человека, который включает в себя большую часть латеральной височной коры.

## У человека

### Функции
Это поле, как полагают, играет определенную роль в обработке слуховых импульсов и речи. У большинства людей речевая функция латерализована слева (то есть, происходит, большей частью, в левом полушарии).

### Расположение и границы
Это поле также известно как средне-височное поле 21 и является подразделением цитоархитектонически определенной височной области коры головного мозга. У человека оно примерно соответствует средней височной извилине и рострально ограничено полем Бродмана 38, вентрально — полем Бродмана 20, каудально — полем Бродмана 37 и дорзально — полем Бродмана 22.